# Пэн, Семён Самойлович
Семён Самойлович Пэн (1897—1970) — советский архитектор, инженер, специалист в области проектирования зданий для полиграфических производств. Лауреат Сталинской премии (1950).

## Биография
Родился в Одессе в семье раввина. Окончил ЛИГИ (Ленинградский институт гражданских инженеров) (1925).
Работал в Москве. В 1927 году победил в конкурсе на лучший проект Дворца печати (всего было представлено 40 работ). Здание построено в 1928—1931 годах.
В 1929—1930 годах в Москве по его проекту построен Клуб типографии «Красный пролетарий».
Автор проекта Азербайджанского Дворца печати «Азернешр» в центре Баку площадью 6200 квадратных метров. В нём размещались редакции и администрация издательств, цеха полиграфических предприятий, склады сырья и готовой продукции, книжный магазин, вспомогательные помещения (кухня, столовая, душевые комнаты и т. д.).
Автор проекта Казанского Дома печати (построен под руководством других архитекторов, сдан в 1937 г.).
После войны — заведующий лабораторией ЦНИИ промышленных сооружений.
Кандидат технических наук. Автор брошюры «Асбестоцемент в промышленном строительстве Англии» (1956).
Лауреат Сталинской премии третьей степени (1950) — за разработку и внедрение новых конструкций из асбоцемента в строительстве промышленных зданий и сооружений.
Умер в 1970 году в Москве.